# Bacilladnaviridae
Bacilladnaviridae es una familia de virus de ADN que infectan protistas. Contiene 3 géneros y 10 especies.

## Géneros
Se han descrito los siguientes géneros:
- Diatodnavirus
- Kieseladnavirus
- Protobacilladnavirus

## Descripción
Los virus de la familia Bacilladnaviridae tienen cápsides con geometrías icosaédricas y redondas, y simetría T = 1. No poseen envoltura vírica. El diámetro es de unos 34 nanómetros.
Los genomas son circulares y de ADN monocatenario con alrededor de 3,8 kb de longitud. Poseen un segmento lineal de ~ 1 kilobases. El segmento lineal es complementario a una porción del círculo cerrado creando una región parcial de ADN bicatenario. La cápside consta de 9 pentámeros pentagonales en forma de trompeta. Hay tres principales marcos de lectura abiertos dispuestos en direcciones opuestas que codifican las proteínas implicadas en la replicación (Rep) y la formación de la cápside (Cap). La última proteína de los bacilladnavirus muestra motivos únicos conservados y en los árboles filogenéticos forma un clado monofilético separado de los otros virus de la clase Arfiviricetes. Según análisis filogenéticos los genes que codifica las proteínas de la cápside de los bacilladnavirus fueron adquiridos por transferencia horizontal de los virus de la familia Nodaviridae que son virus de ARN que infectan animales.
La replicación viral se produce en el núcleo. La entrada en la célula huésped se logra mediante penetración en la célula huésped. La replicación sigue el modelo de círculo rodante de los virus ADN monocatenario. La transcripción con plantilla de ADN, con algún mecanismo de empalme alternativo, es el método de transcripción. Los virus salen de la célula huésped por salida nuclear y lisis. Una estructura de tallo bucle con un motivo no nucleotídico conservado se encuentra en la región intergénica 5 'de los genomas de los bacilladnavirus y se cree que inicia la replicación en círculo rodante. Las protistas sirven como hospedadores naturales. Las vías de transmisión son por reproducción y contacto.